# Ист-Хейвен (Коннектикут)
Ист-Хейвен (англ. East Haven) — город (таун) в округе Нью-Хейвен, штат Коннектикут, США. По данным переписи 2020 года, население города составляло 27 923 человека. Город расположен в 3 милях (5 км) к востоку от Нью-Хейвена и является частью планировочного региона Южный Центральный Коннектикут. Ист-Хейвен находится в 35 милях (56 км) от Хартфорда, в 82 милях (132 км) от Нью-Йорка, в 99 милях (159 км) от Провиденса, штат Род-Айленд, и в 140 милях (230 км) от Бостона.

## История
В мае 1707 года колония Коннектикут удовлетворила ходатайство города о создании тауншипа, и колонисты сменили название с Айрон Уоркс Виллидж на Ист-Хейвен. Некоторые нерешенные земельные вопросы с Нью-Хейвеном и небольшая вражда с губернатором Гердоном Солтонстоллом привели к отмене статуса тауншипа; этот район стал приходом Нью-Хейвен.
Когда-то здесь проживало большое количество итальянцев, Нью-Хейвен и соседние города, такие как Ист-Хейвен, с конца 20-го века стали местом назначения новой волны иммигрантов, большинство из которых в Ист-Хейвене составляют латиноамериканцы из Эквадора. По данным переписи населения 2010 года, испаноязычные и латиноамериканцы составляли более 10% населения города.
9 августа 2013 года самолет Rockwell International Turbo Commander 690B разбился при заходе на посадку, задев два дома в жилом районе Ист-Хейвен недалеко от аэропорта. В результате столкновения и возникшего пожара оба дома были уничтожены. Частный самолет вылетел из аэропорта Тетерборо в Нью-Джерси. В результате инцидента погибли четыре человека: пилот самолета, его пассажир, 17-летний сын пилота, и двое детей, находившихся в одном из домов. Это были девочки в возрасте 13 лет и одного года.

## География
По данным Бюро переписи населения США, общая площадь города составляет 13,4 кв. миль (34,8 км2), из которых 12,3 кв. миль (31,8 км2) занимает суша, а 1,19 кв. миль (3,08 км2) (8,57%) - вода. В Ист-Хейвене также находится Стоуни-Айленд, примерно в 660 метрах (600 м) от городского пляжа Ист-Хейвен в проливе Лонг-Айленд-Саунд.
Высота Ист-Хейвена на карте больше, чем его ширина. На юге он граничит с проливом Лонг-Айленд, на западе - с Нью-Хейвеном, на севере - с Норт-Хейвеном, а на востоке - с Брэнфордом, озером Солтонстолл и Северным Брэнфордом. Ист-Хейвен делит с Нью-Хейвеном землю, принадлежащую местному аэропорту Твид-Нью-Хейвен и полю для гольфа Alling Memorial.

## Флора и фауна
Когда Пангея распалась, в Ист-Хейвене были леса. В этом районе обитали динозавры, рептилии и млекопитающие. Следы динозавров, подобные тем, что были обнаружены в Роки-Хилле в государственном парке динозавров, были недавно обнаружены на строительной площадке возле озера Солтонстолл. Следы были оставлены эвбронтами. В этом районе были найдены окаменелости рептилий триасового периода. Стегомус был покрыт панцирными пластинами и внешне напоминал броненосца.
Сегодня Ист-Хейвен в основном покрыт широколиственными и лиственными деревьями. Есть несколько хвойных (вечнозеленых) лесов, в основном вокруг озера Солтонстолл. Солончаки расположены в районах вокруг пролива Лонг-Айленд-Саунд.
На смену динозаврам пришли олени, койоты, белки, лисы, бурундуки и кролики. В окрестностях можно встретить подвязочных змей. В Ист-Хейвене обитают фазаны, куропатки, утки и дикие индейки, а также кардиналы, голубые сойки, певчие птицы, вороны, воробьи, попугаи, дятлы и чайки. В пресноводных озерах водится форель. В проливе Лонг-Айленд-Саунд можно встретить голубую рыбу, окуня, камбалу, черную рыбу, песчаных акул, угрей, омаров, крабов и моллюсков.

## Климат
Климат Ист-Хейвена смягчается его расположением в проливе Лонг-Айленд-Саунд. Согласно климатической системе Кеппена, здесь влажный субтропический климат. Зимы обычно мягкие, с меньшим количеством снега, чем в континентальной части страны. Обычно зимой в Ист-Хейвене выпадает в среднем 27 дюймов (68,58 см) снега. Нет ничего необычного в том, что на побережье выпадает снежный покров, а в северных районах Ист-Хейвена выпадает снег толщиной в дюйм. Город подвержен влиянию северо-восточных погодных условий, которые могут привести к сильному дождю или снегопаду в регионе. Во время снежной бури 1888 года выпало около 40 дюймов снега, в то время как во время снежной бури 1978 года выпало почти 2 фута (0,61 м) снега.
Лето здесь теплое, с более жаркими днями, хотя и более прохладными, чем во внутренних районах страны. Хотя в регионе и редко наблюдаются периоды сильной жары, иногда до 38 ° C в день. Осадки выпадают равномерно в течение всего года.
В Ист-Хейвене бывают суровые погодные условия. На этот район обрушилось несколько ураганов, последний из которых пришелся на август 2011 года. Ураган Айрин серьезно повредил многочисленные прибрежные районы, разрушив дома вдоль пляжа Кози. В 1985 году эпицентр урагана Глория пришелся на 22-й штат к западу от Ист-Хейвена. В течение 7 дней в этом районе не было электричества, телефона и кабельного телевидения.